# HD 130948
HD 130948 è una stella nana gialla nella sequenza principale di magnitudine 5,88 situata nella costellazione di Boote. Dista 59 anni luce dal sistema solare.

## Osservazione
Si tratta di una stella situata nell'emisfero celeste boreale; grazie alla sua posizione non fortemente boreale, può essere osservata dalla gran parte delle regioni della Terra, sebbene gli osservatori dell'emisfero nord siano più avvantaggiati. Nei pressi del circolo polare artico appare circumpolare, mentre resta sempre invisibile solo in prossimità dell'Antartide. La sua magnitudine pari a 5,9 la pone al limite della visibilità ad occhio nudo, pertanto per essere osservata senza l'ausilio di strumenti occorre un cielo limpido e possibilmente senza Luna.
Il periodo migliore per la sua osservazione nel cielo serale ricade nei mesi compresi fra fine marzo e agosto; da entrambi gli emisferi il periodo di visibilità rimane indicativamente lo stesso, grazie alla posizione della stella non lontana dall'equatore celeste.

## Caratteristiche fisiche
La stella è una nana gialla di sequenza principale che è accompagnata da due nane brune, denominate HD 130948 B e HD 130948 C; possiede una magnitudine assoluta di 4,61 e l'età della stella è simile a quella del Sole, 4,7 miliardi di anni. La sua velocità radiale positiva indica che la stella si sta allontanando dal sistema solare.